# Златко Янков
Златко Янков (болг. Zlatko Jankov, нар. 7 червня 1966, Бургас) — болгарський футболіст, що грав на позиції захисника. Виступав, зокрема, за клуби «Левскі» та «Бешикташ», а також національну збірну Болгарії. Триразовий чемпіон Болгарії. Триразовий володар Кубка Болгарії. Володар Кубка Туреччини. Почесний громадянин Софії.

## Клубна кар'єра
Вихованець клубу «Нафтохімік» (Бургас), в складі якого в 1984 році й розпочав професіональну кар'єру. У 1987 році став гравцем іншого місцевого клубу, «Чорноморець». За підсумками сезону 1987/88 років його клуб вилетів до другого дивізіону болгарського чемпіонату. З 1990 по 1995 рік захищав кольори софійського «Левскі», саме ці п'ять років стали найуспішнішими в кар'єрі Янкова як на клубному (два чемпіонства та три виграні кубка Болгарії), так і на міжнародному рівні.
За цей час — в осінній частині сезону 1992/93 років — Златко вперше виїхав за кордон, але виступи в «Реал Вальядоліді» виявилися нетривалими та безуспішними. Подібна ситуація трапилася й у сезоні 1995/96 років, з німецьким «Юрдінген 05» зайняв останнє місце в Бундеслізі. Більш вдалими були виступи в «Бешикташі», в складі якого виграв Кубок Туреччини та зіграв 61 матч у місцевому чемпіонаті (за два сезони).
Своєю грою за останню команду знову привернув увагу представників тренерського штабу клубу «Левскі», до складу якого повернувся 1992 року. Цього разу відіграв за команду з Софії наступні три сезони своєї ігрової кар'єри. Більшість часу, проведеного у складі «Левскі», був основним гравцем захисту команди. За цей час тричі виборював титул чемпіона Болгарії.
По завершенні Мундіалю 1998 змінював команди кожні півроку. Протягом 1998—2001 років захищав кольори клубів «Аданаспор», «Нафтохімік», «Локомотив» (Софія), «Ванспор», «Генчлербірлігі» та «Черноморек Бургас».
Завершив професійну ігрову кар'єру у клубі «Нафтохімік», у складі якого вже виступав раніше. Прийшов до команди 2001 року, захищав її кольори до припинення виступів на професійному рівні у 2002.

## Виступи за збірні
1985 року залучався до складу молодіжної збірної Болгарії.
26 вересня 1990 року дебютував у складі національної збірної Болгарії у товариському поєдинку проти Швеції (0:2). Належав до покоління найкращих болгарських футболістів, але при цьому завжди залишався в тіні таких гравців як Христо Стоїчков, Красимир Балаков, Еміл Костадинов та Йордан Лечков.
Команду, яку очолював Дімітр Пенєв у першій половині 90-их років — вперше в історії — дійшла до півфіналу чемпіонату світу (Мундіаль 1994) та вперше зіграла на чемпіонаті Європи (Євро 1996). Янков був основним гравцем на обох турнірах; на першому він виходив на поле в семи матчах (з восьми, в одному — другому турі проти Мексики — він був дискваліфікований через перебір жовтих карток), на другому — у всіх трьох. 
Окрім цього брав участь у Мундіалі 1998 (2 матчі). Роком пізніше, через нестабільну ситуацію в клубі та прихід молодих гравців (в основному, Маріяна Христова, який в підсумку зайняв місце Златко в команді), Янков оголосив про закінчення своєї професіональної кар'єри. Протягом кар'єри у національній команді, яка тривала 10 років, провів у формі головної команди країни 79 матчів, забивши 4 голи.

### Голи за збірну
| # | Дата           | Місце              | Суперник   | Рахунок | Результат | Змагання                |
| - | -------------- | ------------------ | ---------- | ------- | --------- | ----------------------- |
| 1 | 16 жовтня 1991 | Софія, Болгарія    | Сан-Марино | 3:0     | 4:0       | Кваліфікація на ЧЄ 1992 |
| 2 | 28 квітня 1993 | Софія, Болгарія    | Фінляндія  | 2:0     | 2:0       | Кваліфікація на ЧС 1994 |
| 3 | 15 квітня 1994 | Маскат, Оман       | Оман       | 1:1     | 1:1       | Товариський матч        |
| 4 | 28 квітня 1994 | Ель-Кувейт, Кувейт | Кувейт     | 1:1     | 2:2       | Товариський матч        |

## Досягнення
«Левський»
- Професіональна футбольна група А
  -  Чемпіон (6): 1992/93, 1993/94, 1994/95

- Кубок Болгарії
  -  Володар (6): 1990/91, 1991/92, 1993/94

«Бешикташ»
- Кубок Туреччини
  -  Володар (1): 1997/98

- Суперкубок Туреччини
  -  Володар (1): 1998

## Футбольний функціонер
З грудня 2008 року — спортивний директор «Чорноморець» (Бургас). Разом з Фреді Бобичем (менеджер) та Йончо Арсовим (асистент тренера) прийшов на свою посаду, запросивши на посаду виконувача обов'язків головного тренера Красимира Балакова, свого колишнього партнера по команді.